# DEF CON
DEF CON (também escrito como DEFCON, Defcon ou DC) é uma das maiores convenções hacker do mundo, realizada anualmente em Las Vegas, Nevada, com a primeira DEF CON acontecendo em 1993. Muitos dos participantes na DEF CON incluem profissionais de segurança da computação, jornalistas, advogados, funcionários do governo federal americano, pesquisadores da área de segurança, estudantes, e hackers com interesse amplo em software, arquitetura de computadores, Phreaking, modificações de hardware e qualquer coisa mais que possa ser "hackeada". O evento consiste de vários segmentos com palestrantes em assuntos relacionados a computadores e hacking, assim como desafios e competições de cibersegurança (conhecidas como Wargames). As competições no evento são extremamente variadas, que vão desde criar a conexão de Wi-Fi mais longa (aircrack-ng) até encontrar a maneira mais efetiva de esfriar uma cerveja no calor de Nevada.
Outras competições passadas e presentes incluem lockpicking, competições relacionadas a robótica, arte, slogans, coffee wars, caça ao tesouro e Capture the Flag. Capture the Flag ou capture a bandeira é talvez a competição mais conhecida. É uma competição de hacking onde times de hackers tentam atacar e defender computadores e redes usando certos softwares e estruturas de rede. CTF tem sido emulado em outras conferências hackers assim como em contextos acadêmicos e militares.
Agentes de segurança do FBI, Departamento de Defesa Americano, United States Postal Inspection Service, DHS através do us-cert.gov e outras agências atendem regularmente a DEF CON.

## História
A DEF CON foi fundada em 1993 por Jeff Moss como uma festa de despedida para seu amigo, um colega hacker e membro da "Platinum Net", uma rede de hackers do Canadá baseada no protocolo Fido. A festa estava planejada para Las Vegas alguns dias antes de seu amigo deixar os Estados Unidos, porque seu pai aceitou um emprego fora do país. No entanto, o pai de seu amigo saiu cedo, levando seu amigo junto, então Jeff foi deixado sozinho com toda a festa planejada. Jeff decidiu convidar todos os seus amigos hackers para ir a Las Vegas com ele e fazer a festa com eles. Amigos hackers de longe se reuniram e estabeleceram o fundamento para a DEF CON, com cerca de 100 pessoas presentes.
O termo DEF CON vem do filme WarGames (Jogos de Guerra), referindo-se a condição de preparação de defesa das forças armadas americanas (DEFCON). No filme, Las Vegas foi selecionada como um alvo nuclear, e como o evento acontece em Las Vegas, Jeff Moss decidiu chamar a convenção de DEF CON. No entanto, em menor parte, CON significa convenção e DEF é tirado das letras no número 3 nos botões de um telefone, como uma referencia aos phreakers [carece de fontes?]. Qualquer variação da forma de escrever, que não seja "DEF CON" pode ser considerada uma violação da marca DEF CON. O nome oficial da conferencia inclui o espaço entre DEF e CON.
Apesar de ter sido pensado para acontecer somente uma vez, Moss recebeu avaliações majoritariamente positivas dos participantes e decidiu realizar o evento por um segundo ano a pedido deles. O número de participantes praticamente dobrou no segundo ano, e tem tido sucesso desde então. Em 2016, 22 000 pessoas participaram na DEF CON24.
Para o 20º aniversário do DEF CON, foi encomendado um filme intitulado DEFCON: The Documentary. O filme acompanha os quatro dias da conferência, eventos e pessoas (participantes e equipe), e cobre a história e filosofia por trás do sucesso e das experiências únicas do DEF CON.
Em Janeiro de 2018, o evento DEF CON China [Beta] foi anunciado. A conferência será realizada de 11 a 13 de Maio de 2018 em Pequim, e vai marcar a primeira conferência fora dos Estados Unidos.